# Exermont
Exermont ist eine französische Gemeinde mit 33 Einwohnern (Stand 1. Januar 2022) im Département Ardennes in der Region Grand Est (vor 2016 Champagne-Ardenne). Sie gehört zum Arrondissement Vouziers, zum Kanton Attigny und zum Gemeindeverband Argonne Ardennaise.

## Geografie
Die Gemeinde Exermont liegt in einem Seitental der Aire an der Grenze zum Département Meuse, 27 Kilometer südöstlich von Vouziers. Umgeben wird Exermont von den Nachbargemeinden Sommerance und Landres-et-Saint-Georges im Norden, Romagne-sous-Montfaucon im Nordosten, Gesnes-en-Argonne und Cierges-sous-Montfaucon im Osten, Épinonville im Südosten, Baulny im Süden, Apremont und Chatel-Chéhéry im Südwesten sowie Fléville im Nordwesten.

## Geschichte

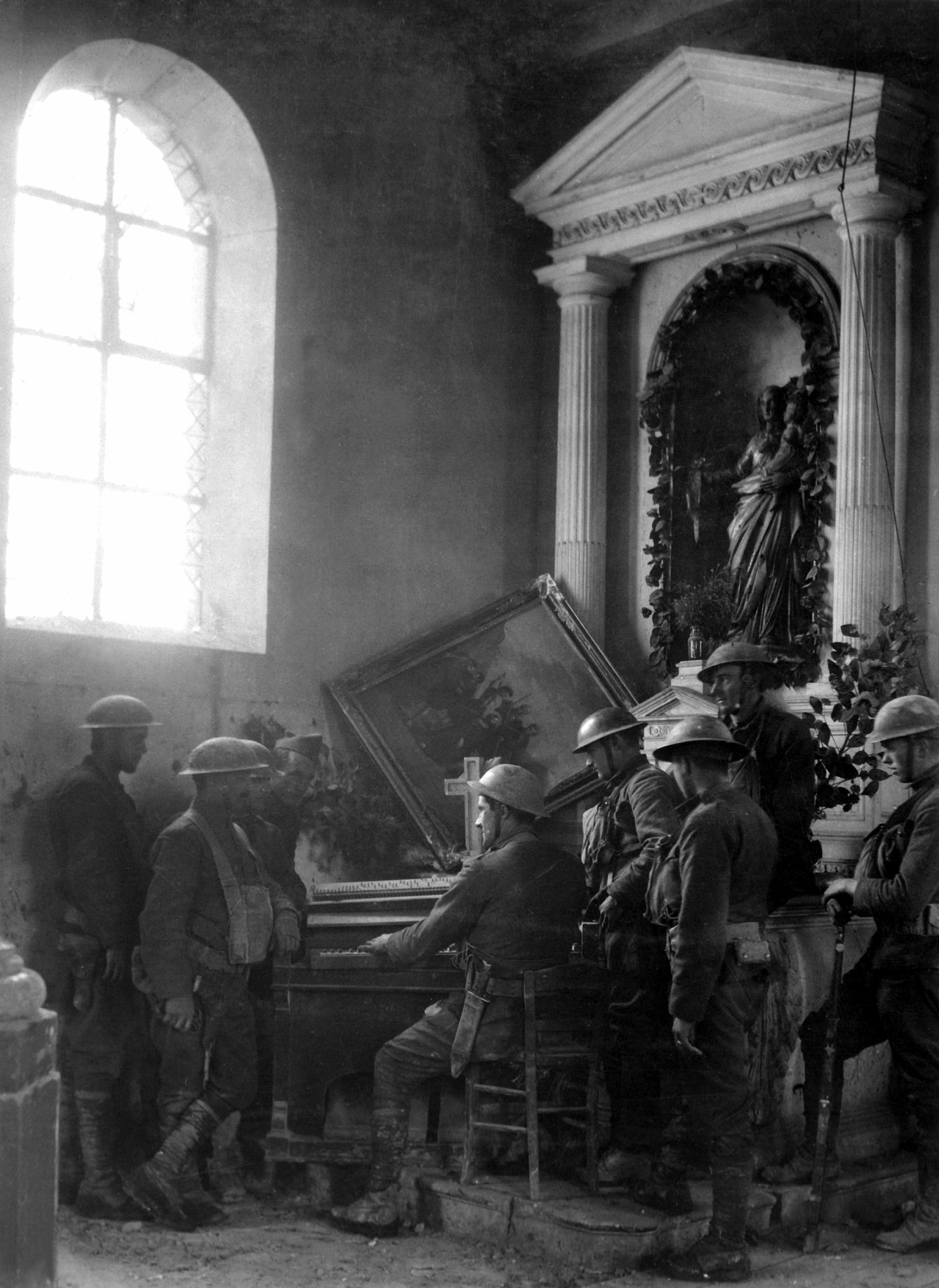
US-amerikanische Soldaten in der Kirche von Exermont

Exermont wurde im Ersten Weltkrieg nach mehr als vierjähriger Besetzung von deutschen Truppen am 11. Oktober 1918 durch US-amerikanische Streitkräfte befreit.

## Bevölkerungsentwicklung
| Jahr                       | 1962 | 1968 | 1975 | 1982 | 1990 | 1999 | 2005 | 2010 | 2019 |
| Einwohner                  | 62   | 56   | 53   | 49   | 38   | 32   | 32   | 36   | 38   |
| Quellen: Cassini und INSEE |      |      |      |      |      |      |      |      |      |

## Sehenswürdigkeiten
- Kirche Saint-Pierre
- Ariethal-Viadukt, Überbleibsel einer strategischen Eisenbahnlinie, das unter anderem zum Üben des Abseilens und Abspringens der Feuerwehr von Reims genutzt wird.

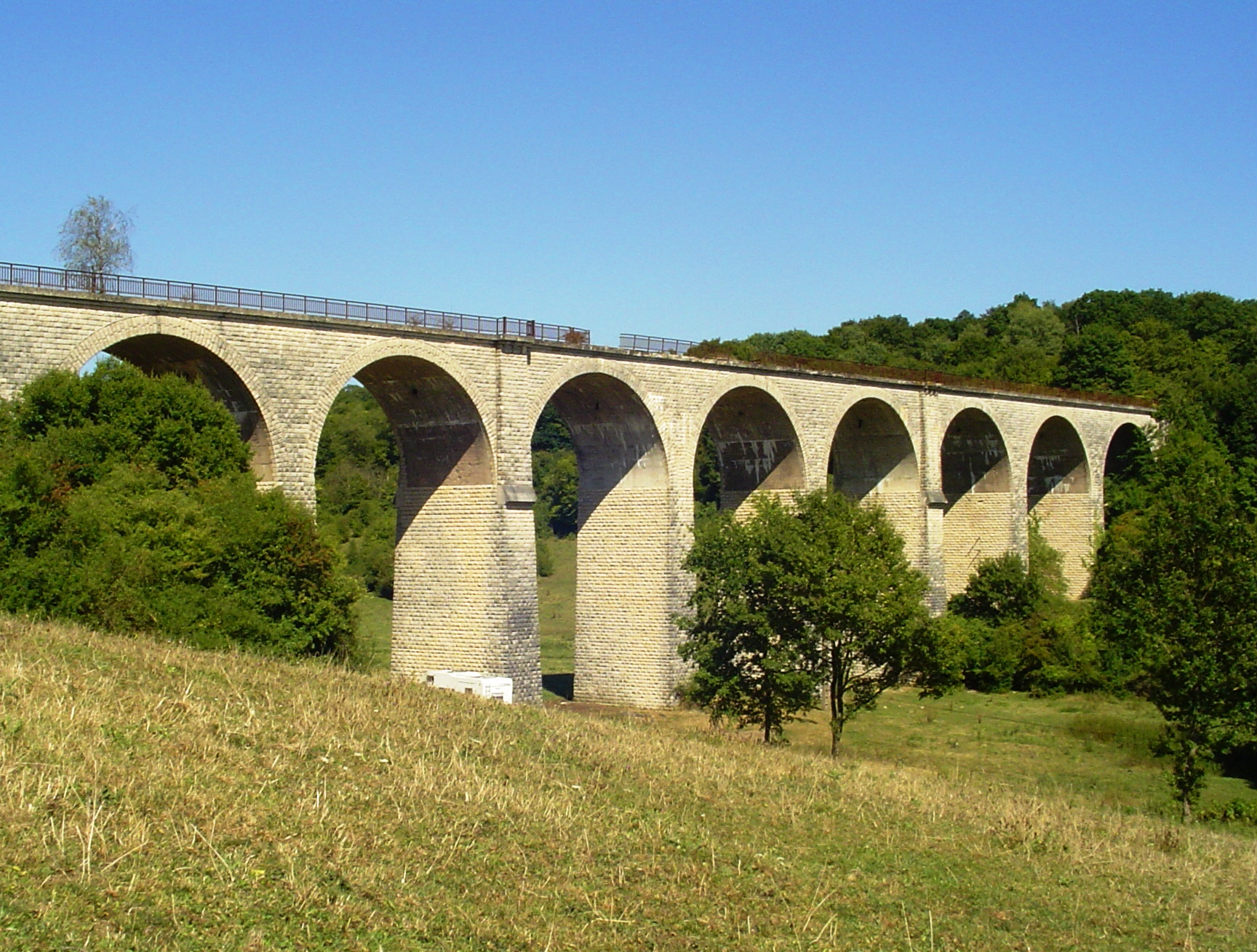
Viadukt von Ariethal